# Teltipán de Juárez
Teltipán de Juárez es una localidad de México localizada en el municipio de Tlaxcoapan en el estado de Hidalgo.

## Geografía
Se encuentra en la región geográfical Valle del Mezquital. Le corresponden las coordenadas geográficas 20° 06’ 55.272” de latitud norte y 99° 12’ 08.579” de longitud oeste, con una altitud de 2097 m s. n. m. Se encuentra a una distancia aproximada de cinco kilómetros al noreste de la cabecera municipal, la población de Tlaxcoapan, con la que se comunica por una carretera pavimentada de orden estatal.
En cuanto a fisiografía se encuentra en la provincia de la Eje Neovolcánico, dentro de la subprovincia de Sierras y Llanuras de Querétaro e Hidalgo; su terreno es de llanura. En lo que respecta a la hidrografía se encuentra posicionado en la región del Pánuco, dentro de la cuenca del río Moctezuma, en la subcuenca del río Salado. Cuenta con un clima semiseco templado.

## Demografía
En 2020 registró una población de 4630 personas, lo que corresponde al 16.17 % de la población municipal. De los cuales 2264 son hombres y 2366 son mujeres.
| Gráfica de evolución demográfica de Teltipán de Juárez entre 1921 y 2020                     |
|                                                                                              |
| Población de los censos y conteos del Instituto Nacional de Estadística y Geografía (INEGI). |